# Strażnica KOP „Unkszta”
Strażnica KOP „Unkszta” – zasadnicza jednostka organizacyjna Korpusu Ochrony Pogranicza pełniąca służbę ochronną na granicy polsko-litewskiej.

## Formowanie i zmiany organizacyjne
W 1926 roku, w składzie 6 Brygady Ochrony Pogranicza, został sformowany 21 batalion graniczny. W 1928 roku w skład batalionu wchodziło 16 strażnic. Strażnica KOP „Unkszta” do 1931 znajdowała się w strukturze kompanii granicznej KOP „Orniany”, a w latach 1931-1939  3 kompanii KOP „Szrubiszki” . Strażnica liczyła około 18 żołnierzy i rozmieszczona była przy linii granicznej z zadaniem bezpośredniej ochrony granicy państwowej.
W 1932 roku obsada strażnicy zakwaterowana była w budynku prywatnym. Strażnicę z macierzystą kompanią łączył trakt długości 14 km i droga polna długości 7,7 km.

## Służba graniczna
Podstawową jednostką taktyczną Korpusu Ochrony Pogranicza przeznaczoną do pełnienia służby ochronnej był batalion graniczny. Odcinek batalionu dzielił się na pododcinki kompanii, a te z kolei na pododcinki strażnic, które były „zasadniczymi jednostkami pełniącymi służbę ochronną”, w sile półplutonu. Służba ochronna pełniona była systemem zmiennym, polegającym na stałym patrolowaniu strefy nadgranicznej, wystawianiu posterunków alarmowych, obserwacyjnych i kontrolnych stałych, patrolowaniu i organizowaniu zasadzek w miejscach rozpoznanych jako niebezpieczne, kontrolowaniu dokumentów i zatrzymywaniu osób podejrzanych, a także utrzymywaniu ścisłej łączności między oddziałami i władzami administracyjnymi. Strażnice KOP stanowiły pierwszy rzut ugrupowania kordonowego Korpusu Ochrony Pogranicza.
Strażnica KOP „Unkszta” w 1932 roku ochraniała pododcinek granicy państwowej szerokości 8 kilometrów 500 metrów, a w 1938 roku pododcinek szerokości 8 kilometrów 100 metrów od słupa granicznego nr 756 do 772.
W 1935 ziemia z okolic strażnicy, wraz z ziemią z pięciu innych miejscowości ze strażnicami KOP broniącymi granicy polsko-litewskiej, została przesłana na usypanie Kopca Józefa Piłsudskiego w Krakowie.
Sąsiednie strażnice:
- strażnica KOP „Gawejki” ⇔ strażnica KOP „Jankuniszki” – 1931[2] , 1932[3], 1934[4] i 1938[5]